# Agathis fuscipennis
Agathis fuscipennis är en stekelart som först beskrevs av Zetterstedt 1838.  Agathis fuscipennis ingår i släktet Agathis och familjen bracksteklar. Arten är reproducerande i Sverige. Inga underarter finns listade i Catalogue of Life.